# Chantal Jones
Chantal Jones sinh ngày 8 tháng 9 năm 1988 tại Austin, Texas, hiện là người mẫu chuyên nghiệp. Cô còn được biết đến là thí sinh về nhì trong cuộc thi America's Next Top Model, Mùa thi 9.

## America's Next Top Model
Chantal được biết đến như một cô gái vui vẻ, dễ thương. Trong cuộc thi, Tyra Banks đã nhận xét rằng Chantal rất giống với Cheryl Tiegs - một trong những siêu mẫu đầu tiên của Mỹ. Chantal thường được giám khảo khen ngợi. Chantal xuất hiện chung với Saleisha Stowers như hai người cuối cùng còn lại của kì thi. Trong thời gian thử thách cuối cùng ở Bắc Kinh, khi trình diễn Chantal đã gặp vô tình bị giẫm lên váy, vấp té và rồi cô mất bình tĩnh. Sau đó, ban giám khảo đã nói rằng ở Chantal có tố chất của một người mẫu chuyên nhiệp, nhưng họ cảm thấy ấn tượng bởi Saleisha Stowers trong kì thi cuối hơn. Và Chantal đã phải ra về.

## Sự nghiệp thời trang
Chantal hiện giờ ký hợp đồng với Nous Model Management và là người mẫu của L.A. Models. Cô ấy cũng làm người mẫu ở New Zealand nơi ký hợp đồng với 62 Models & Talent in Auckland. Chantal đã trình diễn ở các buổi biểu diễn thời trang tại Austin, Texas, và ở Oscar De La Renta trong Oscar Fashion Preview, cô còn biểu diễn cho Whitley Kros, Jenny Han, Falguni & Shane Peacock tại L.A. Models.
Chantal cũng đã là người mẫu cho những mẫu thiết kế đầu tiên của Lauren Conrad trong show diễn thời trang, Chantal cũng hợp tác với Pussycat Dolls trong bộ sưu tập của Robin Antin tại tuần lễ thời trang L.A.
Mới đây, Chantal cũng làm người mẫu cho nhãn hiệu Clandestine Industries Clothing của thành viên nhóm Fall Out Boy, Pete Wentz.